# Sint-Niklaasinstituut (Anderlecht)
Het Sint-Niklaasinstituut, afgekort SNI, is een school in de Belgische gemeente Anderlecht in het Brussels Hoofdstedelijk Gewest. Het is de grootste katholieke Nederlandstalige school in het Brussels Hoofdstedelijk Gewest. Het 9 ha grote domein van het instituut van de Broeders van Scheppers is gelegen tussen tussen de wijk Vogelenzang en de Bergense Steenweg, gelegen op een van de grens met Sint-Pieters-Leeuw.
Het SNI verstrekt kleuteronderwijs, lager onderwijs en algemeen secundair onderwijs (ASO). Samen met veertien andere Brusselse katholieke scholen behoort ze tot de Scholengemeenschap voor Katholiek Secundair Onderwijs Sint-Gorik.

## Geschiedenis

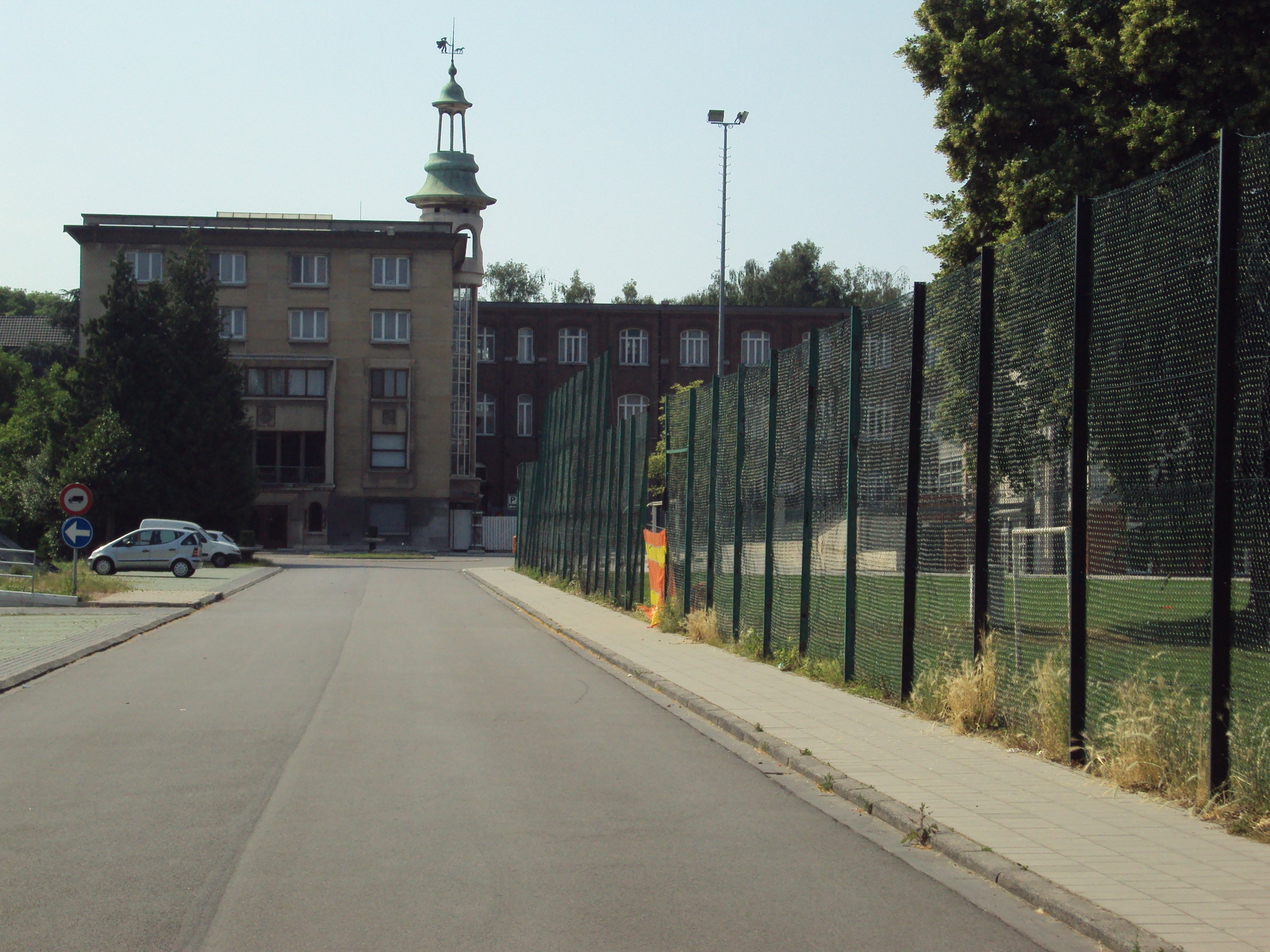
Het Sint-Niklaasinstituut in 2010

In 1839 was de Mechelse Monseigneur Victor Scheppers er zich reeds van bewust dat het begeleiden van volwassen worden en kennis overdragen de ontplooiing bewerkstelligt van de hele persoon. Ten dienste van de jeugd stichtte hij daarom de Congregatie van de Broeders van O.-L.-V. van Barmhartigheid (De Broeders van Scheppers). Vier jaar eerder richtte Victor Scheppers reeds een noenschool en zondagsschool op teneinde arbeiders en ambachtslieden onderwijs en vorming te verstrekken.
De Broederscongregatie werd op 26 april 1901 eigenaar van een kasteel met boerderij en 9 ha bossen en boomgaarden, gelegen tussen de Steenweg op Bergen en de Vogelenzang in Anderlecht. Het ontstaan van het Sint-Niklaasinstituut was een feit. De school behoort tot op vandaag tot een van de zes Scheppersscholen in de Vlaamse Gemeenschap.
De school startte toen met 14 broeders als een weeshuis waar het beroep van schoenmaker, kleermaker en drukker werd aangeleerd. Vanaf 1919 was het instituut niet langer een weeshuis, maar een internaat. Vijftien jaar later had het instituut reeds een volledige humaniora en groeide het instituut uit tot een eliteschool.
Tot in 1962 bestond het Sint-Niklaasinstituut uit een Franstalige en een Nederlandstalige humaniora. Op het einde van het schooljaar werd de Franstalige humaniora afgeschaft om plaats te maken voor een Latijn-Wetenschappelijke richting naast de reeds bestaande Nederlandstalige afdelingen.
Tot eind jaren zeventig van de vorige eeuw had het Sint-Niklaasinstituut inwonende leerlingen. De sluiting van het internaat had weinig invloed op de schoolbevolking die steeds bleef aangroeien.

## Richtingen

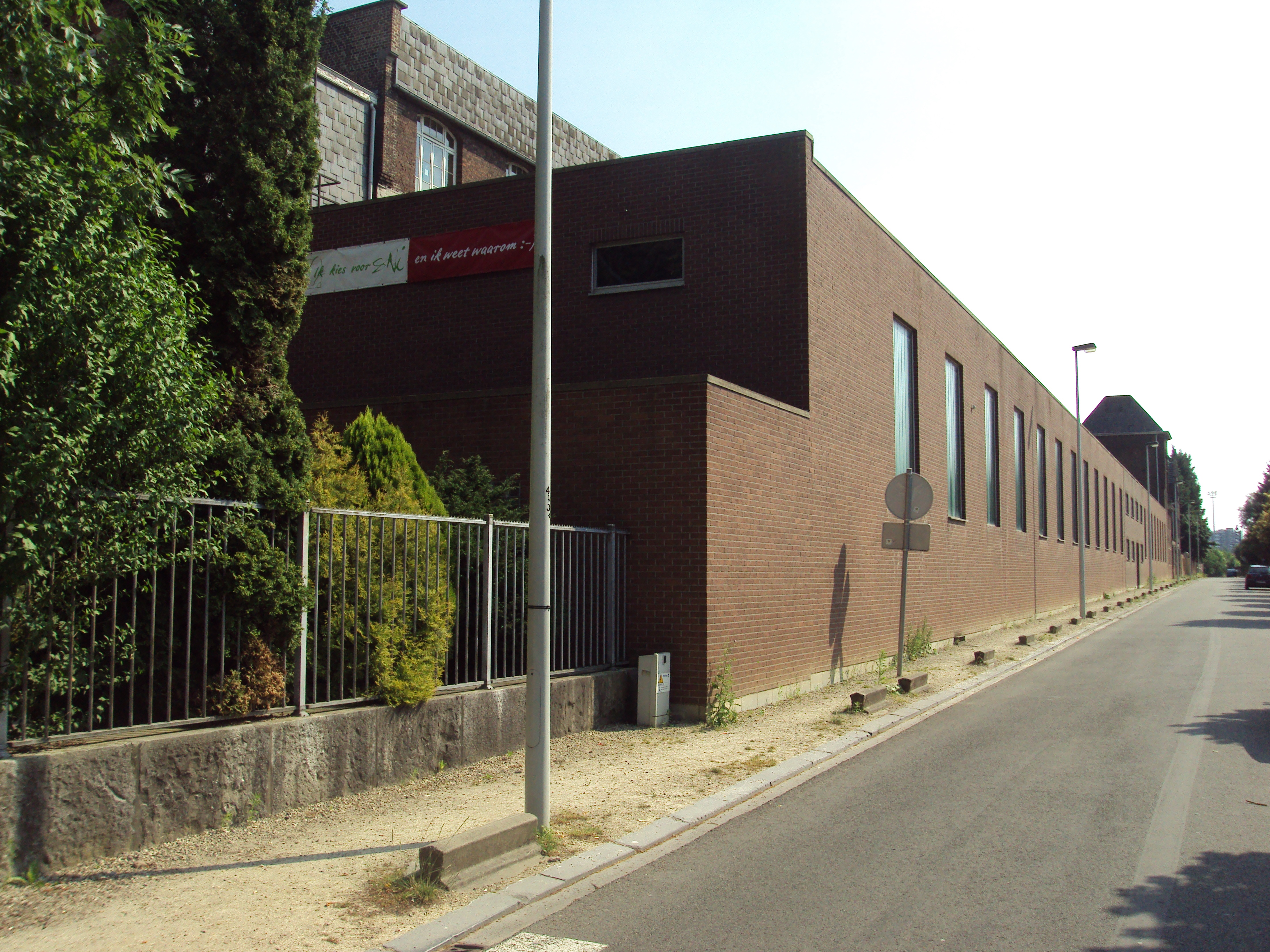
Achterzijde van het Sint-Niklaasinstituut, 2011

De secundaire school biedt de volgende richtingen aan:
- Latijn-wetenschappen
- Latijn-wiskunde
- Latijn-moderne talen
- Economie-moderne talen
- Economie-wiskunde
- Moderne talen-wiskunde
- Moderne talen-wetenschappen
- Wetenschappen-wiskunde
- Humane Wetenschappen

## Oud-lesgevers en alumni

### Oud-lesgevers
- Michel Doomst
- Daan Vervaet

### Alumni
- Gerard Alsteens, politiek tekenaar
- André Denys, gouverneur Oost-Vlaanderen
- Roger Desmeth, gewezen eerste schepen Sint-Pieters-Leeuw
- Guy Verloo, zakenman
- Walter Gillis, dierenarts FAVV, ereschepen Opwijk
- Wim Soutaer, zanger
- Rik Coppens, ex-profvoetballer
- Willy Sommers, zanger en tv-presentator
- Vadis Odjidja-Ofoe, profvoetballer
- Ismael Saibari, profvoetballer
- Jan Paternoster van The Black Box Revelation
- Roland Piffet, architect
- Dennis Praet, profvoetballer
- François Van der Elst, ex-profvoetballer
- Paul Van Himst, ex-profvoetballer en trainer
- Franky Vercauteren, ex-profvoetballer, trainer